# Jason Heyward
Jason Alias Heyward (9 de agosto de 1989) es un jardinero estadounidense de béisbol profesional que juega para Los Angeles Dodgers de las Grandes Ligas. Fue seleccionado en la primera ronda del draft de 2007 por los Atlanta Braves, equipo con el que debutó en las mayores en 2010. Fue transferido a los St. Louis Cardinals al finalizar la temporada 2014, y a los Chicago Cubs al final de 2015. Se desempeña principalmente como jardinero derecho.
Reconocido principalmente por su defensa, Heyward ha ganado el Guante de Oro de la Liga Nacional en cinco ocasiones (2012, 2014-2017) y el Premio Fielding Bible como jardinero derecho en 2012, 2014 y 2015, mientras que en 2014 ganó el Premio Wilson al Jugador Defensivo del Año.

## Carrera profesional

### Atlanta Braves

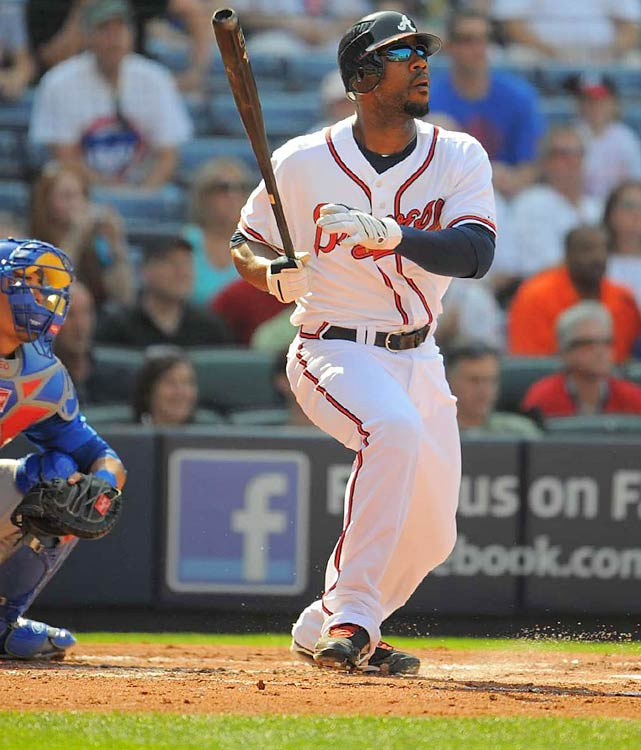
Heyward bateando para los Bravos de Atlanta.

Heyward fue seleccionado en la posición 14 del draft de 2007 por los Bravos de Atlanta. Luego de un rápido ascenso a través del sistema de ligas menores, fue invitado a los entrenamientos primaverales de marzo de 2010. Su gran desempeño le valió para ser nombrado como el jardinero derecho titular de los Bravos de Atlanta, equipo con el que debutó en Grandes Ligas el 5 de abril de 2010. En su primer turno al bate conectó un jonrón de tres carreras ante el lanzador Carlos Zambrano de los Cachorros de Chicago. Fue nombrado Novato del Mes de la Liga Nacional en los meses de abril y mayo, gracias a su alto rendimiento en el inicio de la temporada. Sin embargo, una lesión que sufrió en el pulgar de la mano derecha disminuyó su tiempo de juego y su rendimiento. Fue escogido como titular en la plantilla de la Liga Nacional del Juego de Estrellas de 2010, pero no pudo participar debido a la lesión del pulgar. Culminó la temporada con promedio de .277, 18 jonrones, 29 dobles y 83 carreras anotadas en 142 juegos. Finalizó en la segunda posición de las votaciones al Novato del Año de la Liga Nacional detrás del receptor Buster Posey de los Gigantes de San Francisco.
En la postemporada de 2010, Heyward participó en la Serie Divisional de la Liga Nacional ante los Gigantes de San Francisco, conectando solo dos hits en toda la serie, la cual ganaron los Gigantes, eventuales campeones de la Serie Mundial.
En la temporada 2011, Heyward nuevamente conectó un cuadrangular en su primer turno al bate, esta ocasión ante el lanzador Liván Hernández de los Nacionales de Washington. Debido a una inflamación en el manguito de los rotadores fue colocado en la lista de lesionados el 22 de mayo. Conectó su primer grand slam el 23 de agosto ante los Cachorros de Chicago. Culminó la temporada con estadísticas por debajo de su temporada de novato: promedio de .227, 14 jonrones, 42 carreras impulsadas, 18 dobles y nueve bases robadas en 128 juegos.
En 2012, Heyward tuvo un inicio lento de temporada, pero su producción incrementó a partir de junio. Finalizó la temporada con promedio de .269, 27 HR, 82 RBI, 93 carreras anotadas, 158 hits, 30 dobles, seis triples y 21 bases robadas. Además, ganó el Guante de Oro y el Premio Fielding Bible como jardinero derecho gracias a su calidad defensiva a lo largo de la temporada.

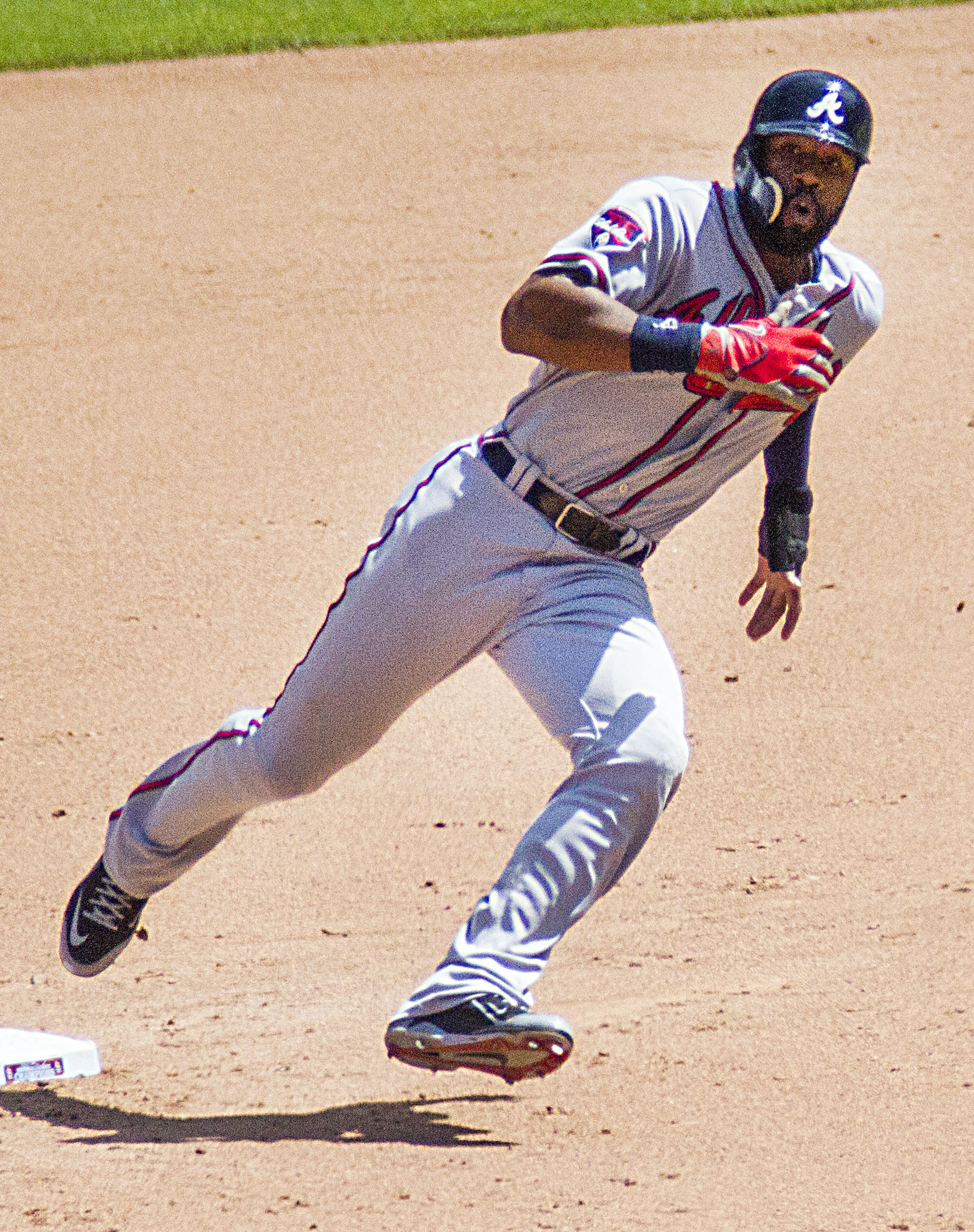
Heyward corriendo las bases en 2014.

En 2013, una apendicectomía lo llevó a la lista de lesionados el 22 de abril. El 21 de agosto, el lanzador Jon Niese de los Mets de Nueva York golpeó a Heyward en el rostro, franturándole la mandíbula. Luego de someterse a la inserción de dos placas, regresó el 20 de septiembre, y a partir de entonces utiliza un casco con extensión en el lado derecho. En 104 juegos disputados en 2013, bateó .254 con 14 HR, 22 dobles, 38 RBI, 67 carreras anotadas y dos bases robadas.
En 2014, Heyward participó en 149 juegos y finalizó con un promedio de .271, .351 porcentaje de embasado, 74 carreras anotadas, 11 HR, 58 RBI y 20 bases robadas. Su extraordinario rendimiento defensivo le valió para ganar sus segundos Guante de Oro y Premio Fielding Bible, además de ser galardonado con el Premio Wilson al Jugador Defensivo del Año.

### St. Louis Cardinals
El 17 de noviembre de 2014, Heyward fue traspasado a los Cardenales de San Luis junto al relevista Jordan Walden, a cambio de los lanzadores Shelby Miller y Tyrell Jenkins.
En el 2015, Heyward finalizó la temporada con una marca personal en promedio de bateo de .293, .359 porcentaje de embasado y .439 porcentaje de slugging. Luego de convertirse en agente libre por primera vez en su carrera, Heyward ganó su tercer Guante de Oro y tercer Premio Fielding Bible.

### Chicago Cubs
El 11 de diciembre de 2015, Heyward firmó un acuerdo de ocho años y $184 millones con los Cachorros de Chicago.
El 25 de octubre de 2016, junto a sus compañeros Dexter Fowler y Carl Edwards Jr. se convirtió en el primer afroamericano en jugar una Serie Mundial con los Cahorros, la cual ganaron acabando con una sequía de 108 años sin conseguir el título. El 9 de noviembre de 2016, se convirtió en el primer jugador de posición en la historia de las Grandes Ligas en ganar tres Guantes de Oro de forma consecutiva con tres equipos diferentes (Bravos, Cardenales y Cachorros).
El 8 de mayo de 2017, Heyward fue añadido a la lista de lesionados de 10 días debido a un esguince en un dedo que sufrió en un juego contra los Yanquis de Nueva York tres días antes. A finales de junio, Heyward sufrió una laceración en la mano izquierda al atrapar foul en Pittsburgh y no estuvo disponible para jugar en la siguiente serie de juegos. En 55 de los primeros 67 partidos de la temporada 2017, Heyward había mejorado sus estadísticas del año anterior con un promedio de bateo de .258, un .315 de porcentaje de embasado y .399 de slugging. Fue tercero en el equipo con 29 impulsadas y tercero con 84 bases totales. Fue colocado en la lista de lesionados un mes después con una lesión en la mano.
El 8 de mayo de 2018, Heyward volvió a estar en la lista de lesionados debido al protocolo de conmoción cerebral después de intentar atrapar un jonrón de Dexter Fowler en la 14.ª entrada para salvar el juego. El 6 de junio, conectó un grand slam con dos outs en la parte baja de la novena para darle a los Cachorros una victoria por 7-5 sobre los Filis de Filadelfia. En el receso del Juego de Estrellas, las estadísticas de Heyward para el año mostraron una mejora continua con respecto a su tiempo anterior con los Cachorros. Tuvo un promedio de bateo de .285 con 78 hits en 274 apariciones en el plato con seis jonrones y 41 carreras impulsadas, un OBP de .344 y un SLG de .431.
En 2019, Heyward tuvo un buen comienzo de temporada. El 6 de abril, tuvo su primer juego de varios jonrones con los Cachorros. El 24 de abril, conectó un dramático jonrón de tres carreras al final del juego para recuperar la ventaja en una victoria por 7-6 contra los Dodgers de Los Ángeles. El 8 de mayo, Heyward conectó un jonrón solitario contra los Marlins de Miami en la undécima entrada, lo que le dio a los Cachorros una victoria por 3-2. Terminó la temporada con promedio de .251, 21 jonrones y 62 impulsadas en 513 turnos al bate.
En la temporada 2020 acortada por la pandemia, Heyward bateó .265/.392/.456 con seis jonrones y 22 carreras impulsadas en 50 juegos. Su OPS de .848 fue el más alto desde su temporada de novato en 2010, y registró un porcentaje perfecto de fildeo de 1.000 en el jardín derecho.
En 2021, Heyward bateó para .214/.280/.347 con 8 jonrones y 30 carreras impulsadas en 104 juegos, mientras que en 2022 se vio limitado por las lesiones y registró .204/.278/.277 con un solo jonrón y 10 impulsadas en 48 juegos, por lo que el gerente general de los Cachorros, Jed Hoyer, declaró que el equipo liberaría a Heyward al final de la temporada.

### Los Angeles Dodgers
El 8 de diciembre de 2022, Heyward firmó un contrato de ligas menores con los Dodgers de Los Ángeles que incluía una invitación a los entrenamientos de primavera de las ligas mayores.